# Urban Games
Urban Games ist ein Softwareentwickler aus Schaffhausen in der Schweiz, der auf Computerspiele spezialisiert ist. Bisher wurden von dem Studio die Spiele Train Fever und dessen Nachfolger Transport Fever und Transport Fever 2 veröffentlicht.

## Geschichte
Urban Games wurde im Frühling 2013 von den Brüdern Basil und Urban Weber gegründet. Der erste Titel Train Fever wurde im September 2014 präsentiert. Zwei Jahre später, im Herbst 2016, wurde Transport Fever veröffentlicht. Am 11. Dezember 2019 folgte die Veröffentlichung von Transport Fever 2.

## Spiele

### Train Fever
Train Fever ist das Erstlingswerk des Studios, das im September 2014 veröffentlicht wurde. Das Spiel ist eine Verkehrssimulation, welche die Entwicklung des Verkehrs ab 1850 in Europa und den USA abbildet. Bis zum 25. November 2015 wurde das Spiel über 120.000 Mal verkauft.

### Transport Fever
Am 8. November 2016 erschien Transport Fever, der Nachfolger von Train Fever. Neben Verbesserungen – unter anderem bei der Grafik und den Gleisbauwerkzeugen – ist es erstmals möglich, Schiffe und Flugzeuge einzusetzen, außerdem wurden zwei Kampagnen hinzugefügt.

### Transport Fever 2
Am 24. April 2019 wurde der Nachfolger zu Transport Fever, Transport Fever 2, angekündigt. Das Spiel ist am 11. Dezember 2019 erschienen. Es beinhaltet u. a. Verbesserungen der Infrastruktur (Ampelschaltungen, Einbahnstraßen, Kreisverkehre) und ein neues, modulares Stationsbausystem, wodurch es möglich ist, jeden Bahnhof beliebig und nach seinem eigenen Geschmack anzupassen. Bis zum 7. Juni 2023 wurde das Spiel über 1.000.000 Mal verkauft. Am 23. September 2024 wurde das letzte größere Update für das Spiel veröffentlicht.

### Transport Fever 3
Der dritte Teil der Spielereihe wurde am 21. Mai 2025 mit einem Teaser auf YouTube angekündigt. Die Veröffentlichung des Spieles, welches für PC, PlayStation 5 sowie Xbox Series X und S erscheinen soll, ist für 2026 angesetzt.